# از نهر تا بحر
از نهر تا بحر (به عربی: من النهر الی البحر)، یک شعار سیاسی مرتبط با ملی‌گرایی فلسطینی است که به منطقه جغرافیایی بین رود اردن و دریای مدیترانه (سرزمین فلسطین) اشاره دارد. در زبان محاوره‌ای فلسطینیان، بعضی اوقات «از آب تا آب» (به عربی: من المية للمية) نیز خوانده می‌شود.
گروه‌های سیاسی از این شعار برای حمایت از آزادی فلسطین از دهه شصت قرن بیستم استفاده کرده‌اند، و منشأ آن منشور شورای ملی فلسطین است که خواستار یک کشور فلسطینی شامل مرزهای جغرافیایی فلسطین اشغال شده با حذف قسمت عمده ای از سکنی کنندگان یهود شده بود. اگرچه سازمان آزادی‌بخش فلسطین این شعار را در چارچوب پیمان اسلو ۱۹۹۳ و ۱۹۹۵ پس گرفت، اما این شعار همچنان تفاسیر مختلف شده و بحث‌برانگیز است.

## تفاسیر
گروه‌های طرفدار چاره یک‌کشوری آن را دعوت به ایجاد یک کشور دموکراتیک می‌دانند که شامل اسرائیل و فلسطین بوده و در آن همه شهروندان یهودی و مسلمان و مسیحی دارای حقوق برابر هستند.
برخی دیگر بر این باورند که این شعار به معنای «آزادی و عزت مساوی برای فلسطینی‌ها» است.
سازمان‌های مسلح مانند حماس و جهاد اسلامی فلسطین که بدنبال نابودی اسرائیل هستند نیز از این شعار استفاده می‌کنند.
برخی از سازمان‌ها این شعار را نوعی یهودستیزی و نفرت‌پراکنی می‌دانند و معتقدند حق یهودیان را برای تعیین سرنوشت خود انکار یا از پاک‌سازی قومی آن‌ها حمایت می‌کند.
استفاده از این شعار باعث انتقاد در تعدادی از کشورهای غربی مانند اتریش، آلمان، هلند، بریتانیا و آمریکا شده است.